# Distretto di Gelnica
Il distretto di Gelnica (okres Gelnica) è un distretto della regione di Košice, nella Slovacchia orientale.
Fino al 1918, il distretto era diviso tra le contee ungheresi di Spiš, e di Gemer a Malohont.

## Geografia antropica
Il distretto è composto da 1 città e 19 comuni:

### Città
- Gelnica

### Comuni
- Helcmanovce
- Henclová
- Hrišovce
- Jaklovce
- Kluknava
- Kojšov
- Margecany
- Mníšek nad Hnilcom
- Nálepkovo
- Prakovce

- Richnava
- Smolnícka Huta
- Smolník
- Stará Voda
- Švedlár
- Úhorná
- Veľký Folkmár
- Závadka
- Žakarovce